# St. Peter (Hofgeismar)

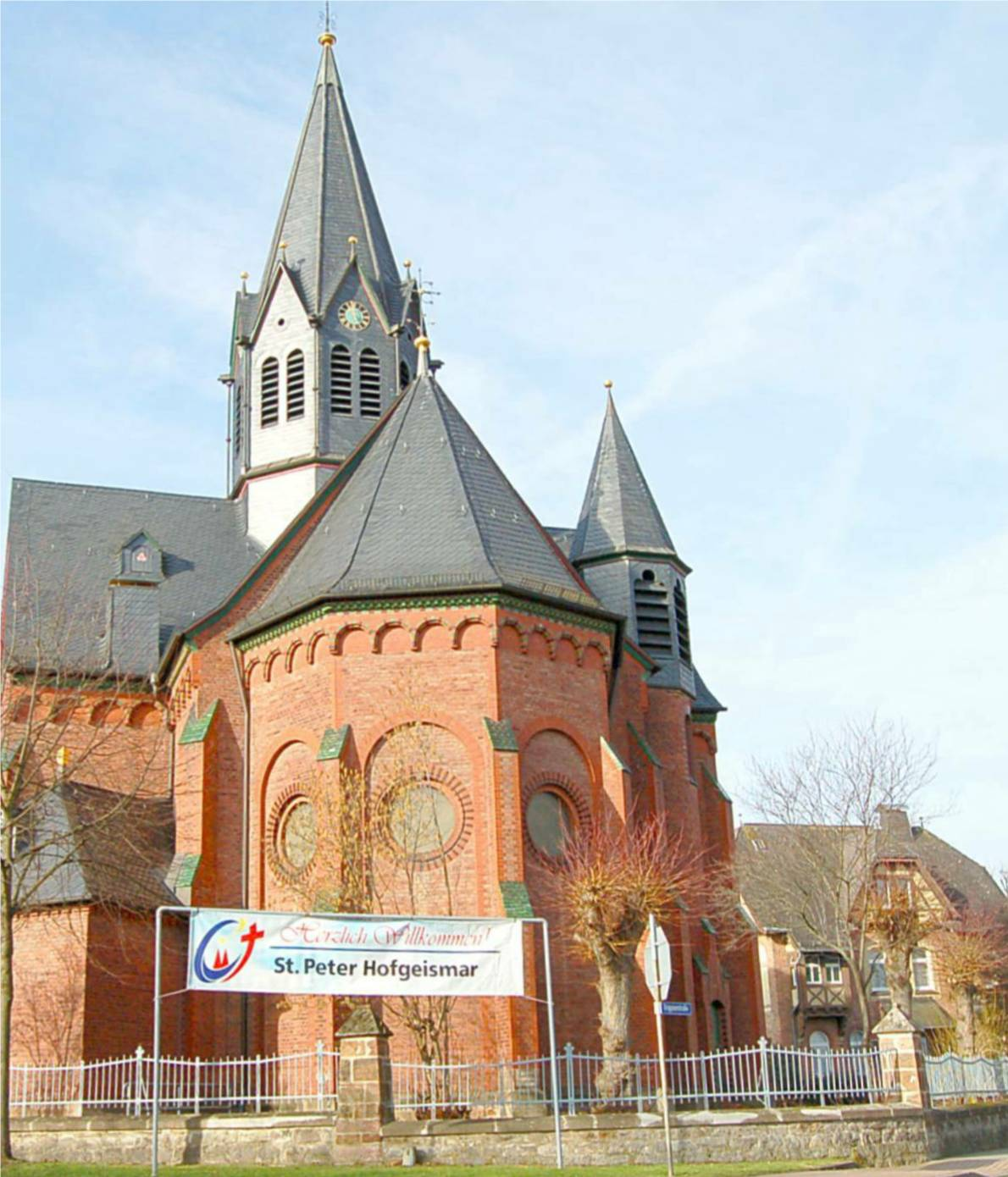
Die heutige Pfarrkirche „St. Peter“ – am ehemaligen Stadttor „Kasseler Tor“

Die Kirche St. Peter ist die in den Jahren 1897 und 1898 an der Dragoner Straße im neugotischen Stil errichtete katholische Kirche in der Kleinstadt Hofgeismar im Landkreis Kassel.

## Aus der Stadtgeschichte
Stadtrechte erhielt die Siedlung „Hovegeismari“ im Jahre 1223 durch den Mainzer Erzbischof Sigfried II., nachdem sie sich zum Mittelpunkt eines Kirchsprengels entwickelt hatte. Zum weltlichen Machtbereich des Erzbistums Mainz gehörte damals auch der Bereich zwischen Diemel und oberer Weser.
Aus den Gründerjahren der Stadt im 13. Jahrhundert stammt auch die heutige „Altstädter Kirche“, die ehemalige Stiftskirche St. Maria, mit deren Bau bereits in der ersten Hälfte des 12. Jahrhunderts in der Mainzer „Hovestätte Geismari“ begonnen wurde und in der sich bis heute der Hofgeismarer Passionsaltar aus dem frühen 13. Jahrhundert befindet.
Im 16. Jahrhundert wurde aus der ehemaligen Stiftskirche das Gotteshaus der protestantischen Gemeinde in der Hofgeismarer Altstadt. Unter der Herrschaft des Landgrafen Philipp I. wurde Hofgeismar – inzwischen ein Städtchen der Landgrafschaft Hessen – protestantisch. Hessen gehörte neben Sachsen und Württemberg zu den Vorkämpfern der Reformation im Deutschen Reich.
Die katholische Gemeindeseelsorge in der stark evangelisch geprägten Stadt begann in nennenswertem Umfang wieder im Jahre 1892, der Bau der katholischen St.-Peter-Kirche schloss sich 1897/1898 an. Zuvor waren im letzten Drittel des 19. Jahrhunderts in der Altstädter Kirche bereits monatliche Gottesdienste für die katholischen Angehörigen der Hofgeismarer Garnison und einige Zivilpersonen gehalten worden. Nach dem Zweiten Weltkrieg stieg die Zahl der katholischen Bevölkerung durch den Zuzug von Vertriebenen – besonders aus dem Sudetenland – stark an, im ehemaligen Kreis Hofgeismar auf etwa 22.000 Gläubige 1948.
Im Jahre 1959 wurde in Hofgeismar mit der Kirche St. Marien eine weitere katholische Kirche errichtet.

## Aus der Geschichte der St.-Peter-Kirche und der Kirchengemeinde

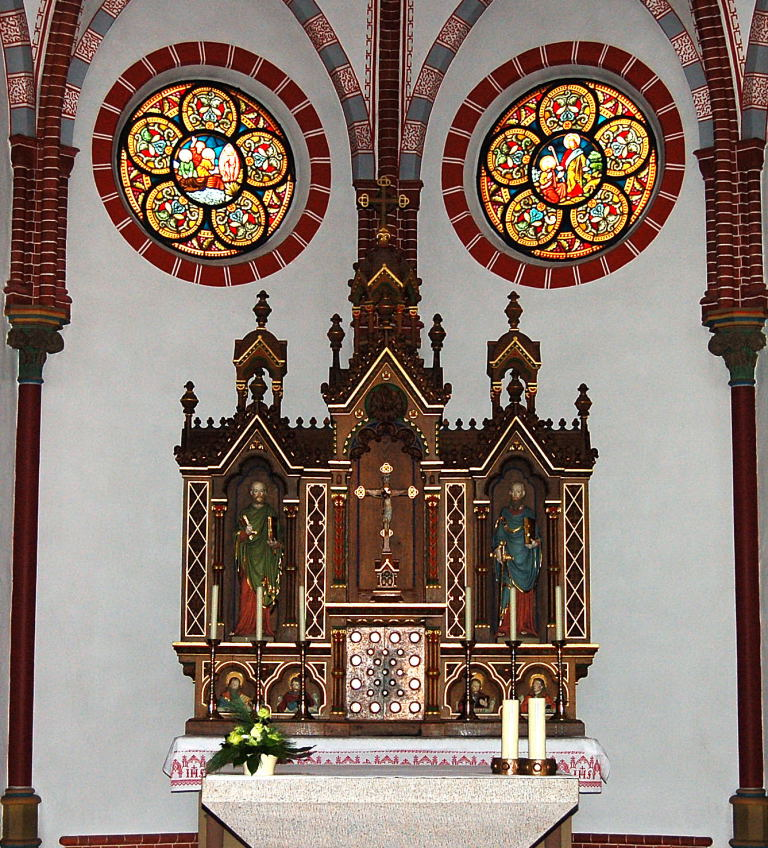
Der restaurierte Altar der Kirche

Die im neugotischen Stil in den Jahren 1897 und 1898 errichtete Backsteinkirche wurde von dem Architekten Georg Carl Wilhelm Kegel entworfen und am Stadteingang „Kasseler Tor“ ausgeführt. Nach der Darstellung des langjährigen Gemeindepfarrers und Dechants Joseph Weber (1939–1970) wurde mit dem Titel „Petrikirche“ an eine alte Hofgeismarer Kirche erinnert, die bis zum 18. Jahrhundert im Bereich des heutigen Petriplatzes gestanden hatte. Bereits diese im 14. Jahrhundert errichtete Kirche wurde dem Apostel Petrus geweiht und gab auch dem damals neu entstandenen Hofgeismarer Stadtteil „Peterstadt“ seinen Namen.
St. Peter war der erste Kirchenneubau in Hofgeismar und Umgebung, nachdem sich die zunächst eingerichtete Kapelle in einem Haus an der Niedermeiser Straße (dem späteren „Schwesternhaus“) als zu klein erwiesen hatte. Für den Kaufpreis von 10.500,- Mark hatte das Bistum Fulda am 4. November 1891 das Hausgrundstück kaufen können. Dort befanden sich die Pfarrerwohnung und im Erdgeschoss eine Kapelle, in der Dechant Leopold Stoff aus Kassel am 9. Oktober 1892 den ersten Gottesdienst gehalten hatte.
Der Grundstein für St. Peter wurde am 27. Mai 1897 gelegt. Am Pfingstsonntag 1898 wurde die Kirche geweiht. Im gleichen Jahr wurde die katholische Gemeinde in Hofgeismar zur Kuratie erhoben; eine selbständige Gemeinde wurde sie  am 1. Mai 1956.
Der erste Pfarrer der Kirche, in den Jahren 1896–1899, war Ferdinand Gruß. Das katholische Pfarrhaus an der Dragoner Straße wurde 1906 während der Amtszeit des Pfarrers Ferdinand Spieß errichtet.
Die ursprüngliche Inneneinrichtung der Kirche ist nach einer umfassenden Restaurierung der Kirche in den 1970er Jahren bis heute zu einem Großteil erhalten.
In den beiden Weltkriegen mussten die Kirchenglocken (in den Jahren 1917 und 1941) abgeliefert werden und wurden nach den Kriegen (1927 und 1949) jeweils erneuert.
Im Jahre 1923 nahmen Schwestern des Ordens der Barmherzigen Schwestern ihren Dienst in der Gemeinde auf und widmeten sich auch der Krankenpflege, später kam auch die Tätigkeit im katholischen Kindergarten der Gemeinde hinzu.